# Мінімізація ДСкА
В інформатиці, чи якщо точніше в теорії автоматів, мінімізація ДСкА — це задача перетворення даного детермінованого скінченного автомата (ДСкА) в еквівалентний ДСкА який має мінімальне число станів. Два ДСкА називаються еквівалентними, якщо вони описують одну і ту ж регулярну мову. Існує кілька різних алгоритмів розв'язання цієї задачі, які описуються в підручниках теорії автоматів.

## Мінімальний ДСкА
Для кожної регулярної мови яка може прийматись ДСкА, існує ДСкА з мінімальною кількістю станів (і відповідно з мінімальними ресурсами необхідними для програмування та використання) і цей ДСкА єдиний (з точністю до перейменування станів).
Є три класи станів в оригінальному ДСкА які можуть бути видалені/об'єднані без впливу на мову яку розпізнає автомат.
- Недосяжні стани в які автомат ніколи не переходить з початкового для будь-яких вхідних послідовностей.
- Мертві стани — нефінальні стани, переходи по кожному символу з яких ведуть на них же.
- Невідрізнювані стани, перебуваючи в яких автомат приймає одні й ті ж вхідні рядки.

Мінімізація ДСкА зазвичай виконується за три кроки, видаляючи чи об'єднуючи відповідні класи станів. Так як елімінація невідрізнюваних станів обчислювально найважча, вона зазвичай виконується останньою.

## Недосяжні стани
Стан p ДСкА M=(Q, Σ, δ, q0, F) недосяжний, якщо не існує рядка w з ∑* для якого p=δ(q0, w). Їх можна знайти за допомогою наступного алгоритму:
```
let
 
reachable_states
 
:=
 
{
q0
};

let
 
new_states
 
:=
 
{
q0
};

do
 
{

    
temp
 
:=
 
the
 
empty
 
set
;

    
for
 
each
 
q
 
in
 
new_states
 
do

        
for
 
all
 
c
 
in
 
∑
 
do

            
temp
 
:=
 
temp
 
∪
 
{
p
 
such
 
that
 
p
=
δ
(
q
,
c
)};

        
end
;

    
end
;

    
new_states
 
:=
 
temp
 
\
 
reachable_states
;

    
reachable_states
 
:=
 
reachable_states
 
∪
 
new_states
;

}
 
while
(
new_states
 
≠
 
the
 
empty
 
set
);

unreachable_states
 
:=
 
Q
 
\
 
reachable_states
;

```

## Невідрізнювані стани

### Алгоритм Гопкрофта
Алгоритм для об'єднання невідрізнюваних станів, базується на розбитті всіх станів скінченного автомата на групи згідно з їхньою поведінкою. Ці групи являють собою класи еквівалентності. Два стани з одного класу еквівалентні, якщо вони мають однакову поведінку на всіх вхідних станах. Тобто, для будь-яких двох станів {\displaystyle p_{1},\,p_{2}} які належать одній множині в розбитті {\displaystyle P}, і для кожного вхідного слова {\displaystyle w}, переходи визначені {\displaystyle w} приводять або до двох приймаючих станів, або до двох неприймаючих станів.
Наступний псевдокод описує алгоритм:
```
P
 
:=
 
{{
all
 
accepting
 
states
},
 
{
all
 
nonaccepting
 
states
}};

Q
 
:=
 
{{
all
 
accepting
 
states
}};

while
 
(
Q
 
is
 
not
 
empty
)
 
do

     
choose
 
and
 
remove
 
a
 
set
 
A
 
from
 
Q

     
for
 
each
 
c
 
in
 
∑
 
do

          
let
 
X
 
be
 
the
 
set
 
of
 
states
 
for
 
which
 
a
 
transition
 
on
 
c
 
leads
 
to
 
a
 
state
 
in
 
A

          
for
 
each
 
set
 
Y
 
in
 
P
 
for
 
which
 
X
 
∩
 
Y
 
is
 
nonempty
 
do

               
replace
 
Y
 
in
 
P
 
by
 
the
 
two
 
sets
 
X
 
∩
 
Y
 
and
 
Y
 
\
 
X

               
if
 
Y
 
is
 
in
 
Q

                    
replace
 
Y
 
in
 
Q
 
by
 
the
 
same
 
two
 
sets

               
else

                    
add
 
the
 
smaller
 
of
 
the
 
two
 
sets
 
to
 
Q

          
end
;

     
end
;

end
;

```

Алгоритм починає роботу з розбиття яке є занадто грубим: кожна пара станів вважається еквівалентною. Він поступово розбиває класи еквівалентності на все менші частини. Стани в різних частинах гарантовано нееквівалентні.
Перше розбиття — це розділення станів які є очевидно поводяться по різному: фінальні та нефінальні стани. Після цього алгоритм по черзі вибирає множину {\displaystyle A} з поточного розбиття та вхідний символ {\displaystyle c}, і розбиває кожну з множин в розбитті на дві (можливо порожні) підмножини: підмножину станів які приводять по символу {\displaystyle c} в стан з множини {\displaystyle A}, та стани які переходять в стани з іншої множини. Так як стани з різних множин розбиття гарантовано не еквівалентні, то й наші дві підмножини теж. Алгоритм закінчує роботу коли більше не може знайти розбиттів такого типу.
В найгіршому випадку час роботи алгоритму {\displaystyle O(ns\log n)}, де {\displaystyle n} — число початкових станів, а {\displaystyle s} — розмір алфавіту.

## Мінімізація НДСкА
Вищезгадані алгоритми не працюють для недетермінованих автоматів (НДСкА). Знаходження ефективного (поліноміального) алгоритму мінімізації НДСкА неможливе, якщо тільки не виконується рівність класів P і NP.